# Saint-Marcouf (Manche)
Pour les articles homonymes, voir Saint-Marcouf.
Saint-Marcouf (officieusement Saint-Marcouf-de-l'Isle) est une commune française, située dans le département de la Manche en région Normandie, peuplée de 353 habitants.

## Géographie

### Localisation
Les communes limitrophes sont Fontenay-sur-Mer, Azeville, Émondeville, Saint-Floxel et Sainte-Mère-Église.

### Hydrographie
La commune est située dans le bassin Seine-Normandie. Elle est drainée par le Brocq, le canal 01 de la commune de Saint-Marcouf, le canal 03 de la commune de St Marcouf, le canal 04 de la commune de St Marcouf, le fossé 02 de la commune de Saint-Marcouf, le fossé 03 de la commune de Saint-Marcouf, le fossé 05 de la commune de Saint-Marcouf, le fossé 06 de la commune de Saint-Marcouf, le Taret du Nord, le Taret du Sud et un autre petit cours d'eau,.

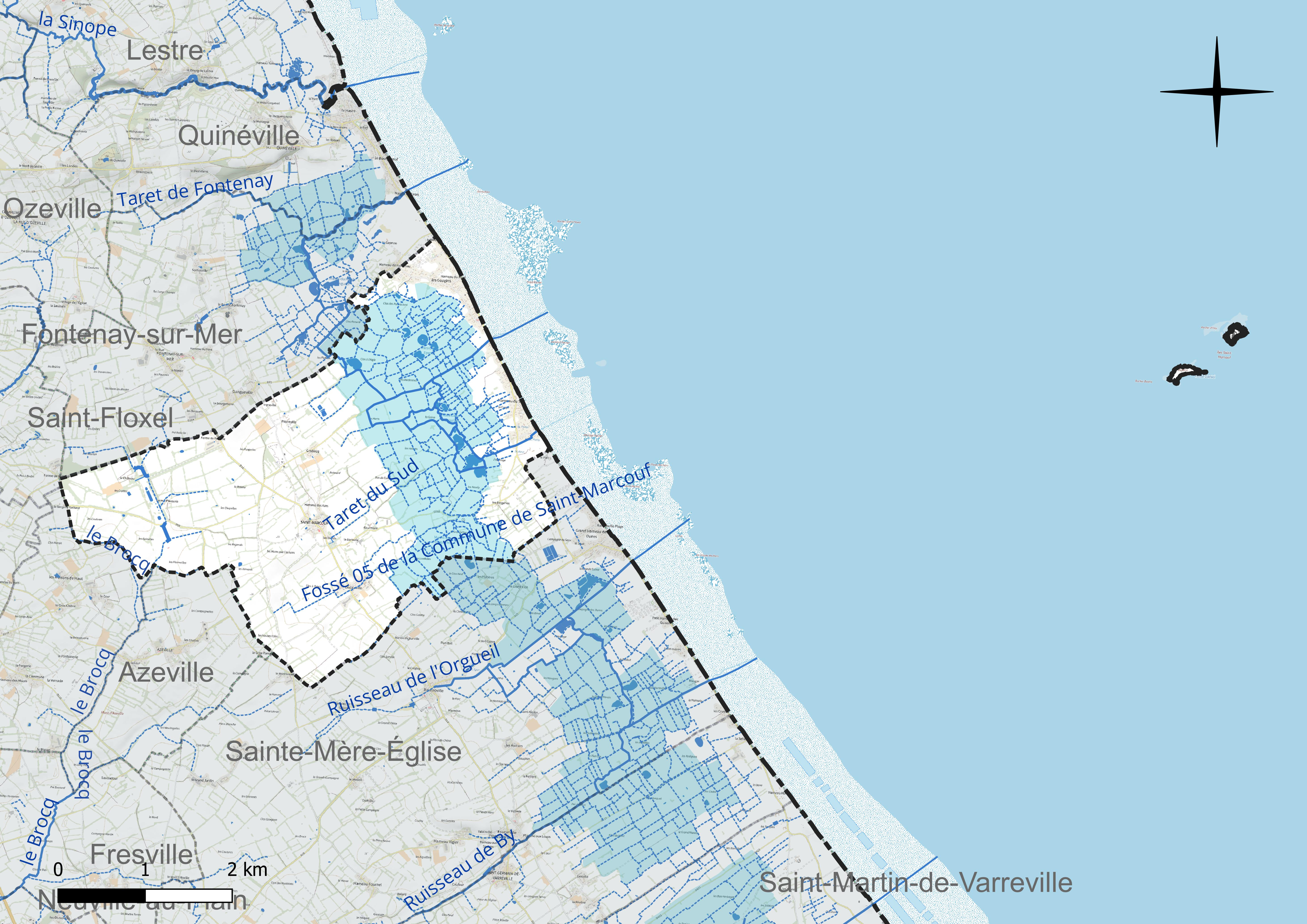
Réseau hydrographique de Saint-Marcouf.

Un plan d'eau complète le réseau hydrographique : le plan d'eau de la commune de Saint-Marcouf (1,2 ha),.

### Climat
Pour des articles plus généraux, voir Climat de la Normandie et Climat de la Manche.
En 2010, le climat de la commune est de type climat océanique franc, selon une étude du CNRS s'appuyant sur une série de données couvrant la période 1971-2000. En 2020, Météo-France publie une typologie des climats de la France métropolitaine dans laquelle la commune est exposée à un climat océanique et est dans la région climatique  Normandie (Cotentin, Orne), caractérisée par une pluviométrie relativement élevée (850 mm/a) et un été frais (15,5 °C) et venté. Parallèlement le GIEC normand, un groupe régional d’experts sur le climat, différencie quant à lui, dans une étude de 2020, trois grands types de climats pour la région Normandie, nuancés à une échelle plus fine par les facteurs géographiques locaux. La commune est, selon ce zonage, exposée à un « climat maritime », correspondant au Cotentin et à l'ouest du département de la Manche, frais, humide et pluvieux, où les contrastes pluviométrique et thermique sont parfois très prononcés en quelques kilomètres quand le relief est marqué.
Pour la période 1971-2000, la température annuelle moyenne est de 11,2 °C, avec une amplitude thermique annuelle de 10,4 °C. Le cumul annuel moyen de précipitations est de 730 mm, avec 13,1 jours de précipitations en janvier et 7,9 jours en juillet. Pour la période 1991-2020, la température moyenne annuelle observée sur la station météorologique la plus proche, située sur la commune de Sainte-Marie-du-Mont à 12 km à vol d'oiseau, est de 11,6 °C et le cumul annuel moyen de précipitations est de 890,0 mm,. Pour l'avenir, les paramètres climatiques de la commune estimés pour 2050 selon différents scénarios d’émission de gaz à effet de serre sont consultables sur un site dédié publié par Météo-France en novembre 2022.

### Milieux naturels et biodiversité
Les îles Saint-Marcouf appelées anciennement les Deux Limons, archipel, est un site classé depuis le 28 décembre 1981. Elles furent occupées par les Anglais de 1793 à 1802 avant que la France n'en reprenne possession et y fit construire des ouvrages de défenses, dont un fort en 1810.

## Urbanisme

### Typologie
Au 1er janvier 2024, Saint-Marcouf est catégorisée commune rurale à habitat dispersé, selon la nouvelle grille communale de densité à sept niveaux définie par l'Insee en 2022.
Elle est située hors unité urbaine et hors attraction des villes,.
La commune, bordée par la Manche, est également une commune littorale au sens de la loi du 3 janvier 1986, dite loi littoral. Des dispositions spécifiques d’urbanisme s’y appliquent dès lors afin de préserver les espaces naturels, les sites, les paysages et l’équilibre écologique du littoral, comme le principe d'inconstructibilité, en dehors des espaces urbanisés, sur la bande littorale des 100 mètres, ou plus si le plan local d'urbanisme le prévoit.

### Occupation des sols
L'occupation des sols de la commune, telle qu'elle ressort de la base de données européenne d’occupation biophysique des sols Corine Land Cover (CLC), est marquée par l'importance des territoires agricoles (94,4 % en 2018), une proportion sensiblement équivalente à celle de 1990 (94,7 %).
La répartition détaillée en 2018 est la suivante : prairies (79,5 %), terres arables (11,1 %), zones urbanisées (4,6 %), zones agricoles hétérogènes (3,8 %), espaces ouverts, sans ou avec peu de végétation (0,6 %), eaux maritimes (0,2 %), espaces verts artificialisés, non agricoles (0,1 %).

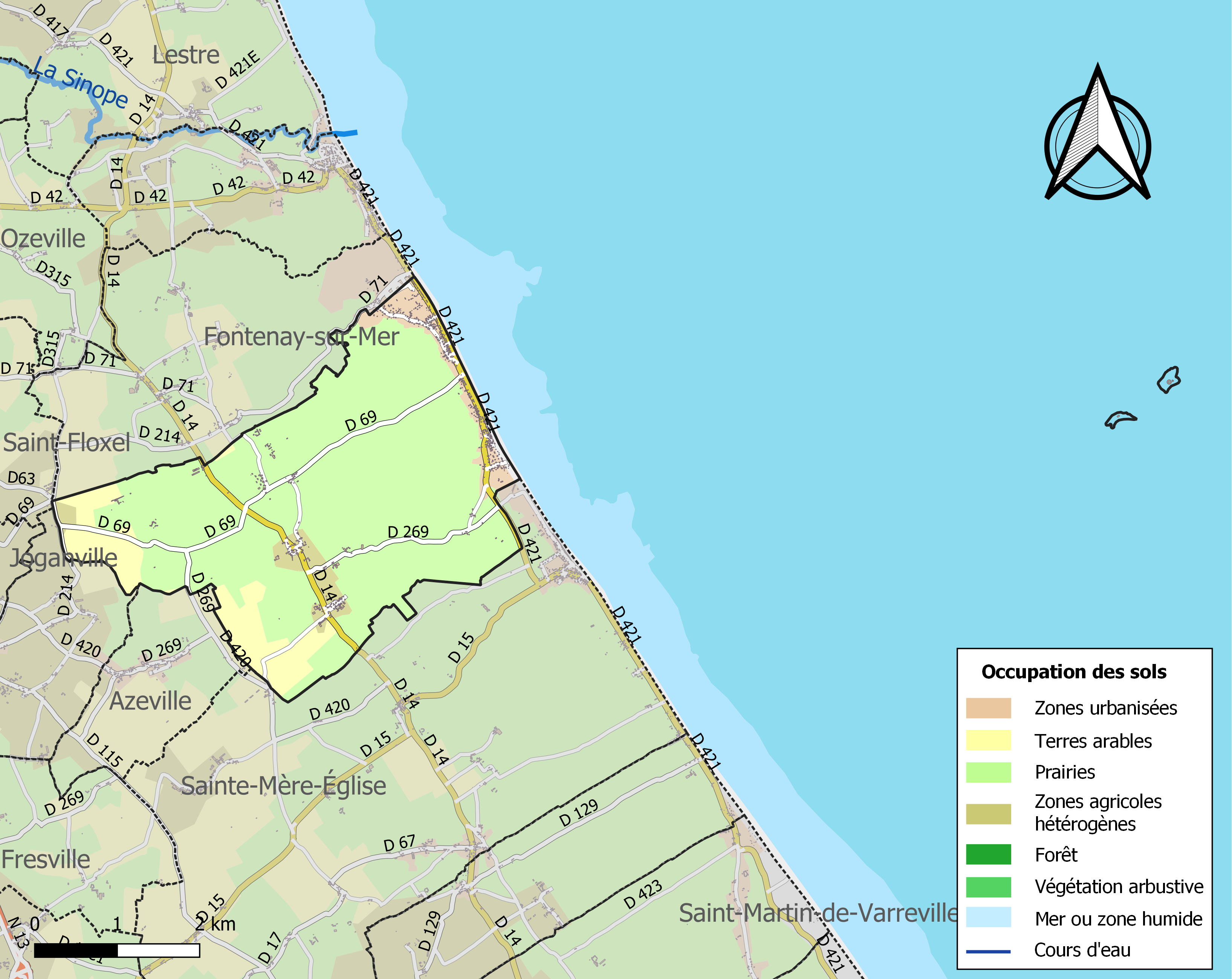
Carte des infrastructures et de l'occupation des sols de la commune en 2018 (CLC).

L'évolution de l’occupation des sols de la commune et de ses infrastructures peut être observée sur les différentes représentations cartographiques du territoire : la carte de Cassini (XVIIIe siècle), la carte d'état-major (1820-1866) et les cartes ou photos aériennes de l'IGN pour la période actuelle (1950 à aujourd'hui).

## Toponymie
Vers le VIe siècle de notre ère, Saint-Marcouf est mentionnée sous la forme latinisée Nantus.
Le nom actuel fait référence à saint Marculf, fondateur d'une abbaye en ce lieu. Le gentilé est Saint-Marculfiens.
Il semble que la forme moderne Nanteuil, que l'on rencontre parfois dans les écrits, soit issue d'une confusion avec l'abbaye Notre-Dame de Nanteuil en Charente, puisque cette forme n'apparait nullement dans les anciennes attestations concernant Saint-Marcouf. Dans la Vita Marculfi B, il est écrit : « fiscum in pago Constantino qui Nantus dicitur ». Le martyrologe sénonais parle quant à lui d'« in Onellico Nanto monasterio depositio Marculfi abbatis ». Chez Wace, dans son Roman de Rou, on trouve : « A saint Marcoust en la rivière, riche abaie et planière, Nantes a cel jour avoit non cele contree d'environ ».
L'ancien nom de lieu de Nantes est un type toponymique d'origine celtique (gaulois) commun en France, qui représente le mot gaulois nantu-, nanto- « val, ruisseau » (cf. gallois nant, francoprovençal savoyard nant, même sens). Il est attesté dans le glossaire de Vienne qui traduit en latin des mots gaulois : nanto : valle ; trinanto : tres valles et dans l'Inscription de Cajarc : ...in uertamon nantou(s) « ...au sommet de la vallée ». Il reste très fréquent en toponymie : Nant, Nans, Namps-au-Mont, etc.. Cependant, comme il n'y a pas de vallée à Saint-Marcouf, il désigne un ruisseau.

### Micro-toponymie
Crisbecq est à l'origine le nom scandinave du ruisseau qui a pu se substituer à celui de Nantes, disparu. Il procède du norrois bekkr « ruisseau » et de l'élément norrois [?] cres(s) / cris- déjà repéré dans les Cristot, Crétot, Cresseveuille de Normandie. Son sens est obscur.
Remarque : les anciens anthroponymes terminés par -wulf, -wolf (germanique continental) et -ulfr, -olfr (scandinave) se retrouvent sous la forme d'une terminaison -ouf spécifique au Cotentin et à une partie de la Basse-Normandie, alors qu'ailleurs en Normandie, elle a évolué en -ou(l)t, -ou, ainsi Ingouf correspond à Ygout ou Gounouf à Gounou, etc. Ainsi saint Marcouf est-il connu également sous le nom de saint Marcou(lt).

## Histoire

### Moyen Âge
Au VIe siècle saint Marcouf y fonde une abbaye connu sous le nom de abbaye de Nantus ou de Nanteuil, sur un terrain au lieu-dit le Fisc de Nant concédé par le roi Childebert et la reine Ultrogote ainsi que les deux îles Doulimones qui prirent le nom de Saint-Marcouf. Le monastère est détruit au Xe siècle lors des raids vikings et est déserté en 906, un prieuré lui succède fondé par l'abbaye de Cerisy.
Vers 1035, Robert, archevêque de Rouen, concède à l'abbaye de Saint-Wandrille la dîme des « poissons gras » (cétacés fournissant du lard : baleines, marsouins, cachalots, etc.) capturés à Saint-Marcouf. Une mention, aux environs de 1120, fait référence à ses mêmes poissons gras pêchés entre la Saire et la baie des Veys par les Waumanni de Saint-Marcouf, Saint-Vaast, Lestre et Quinéville au profit de l'abbaye de Montebourg.
Au XIIe siècle, la paroisse a comme seigneur et patron Hervieu Le Berceur (1579-1644), et par la suite Anthoine Le Berseur (1612-1661), chevalier, page du roi Louis XIII, lieutenant en 1632 dans le régiment des Gardes du Roi, année où il est blessé à la bataille de Castelnaudary et lieutenant du Roi en la ville et château de Cherbourg où il se marie en 1634 avec Marie Eustace qui lui apporte la seigneurie de Réthoville.

### Temps modernes
Jean de Pellevé († 1567), sieur de Tracy, second mari de Jeanne Faucon, dame de Saint-Quentin, qui se remaria à Martin Hally, conseiller au Parlement de Normandie, est taxé pour le fief noble de Saint-Quentin à Saint-Marcouf de 20 livres dans le rôle des nobles et roturiers, au titre du ban et de l'arrière ban de la vicomté de Coutances, réalisé par Gilles Dancel, seigneur d'Audouville, lieutenant général du bailli de Cotentin, tenu à Coutances les 20-22 octobre 1567. Dans ce même rôle, Thomas Le Berseur, écuyer, sieur de Fontenay, de Saint-Marcouf et Varreville, est taxé pour ces fiefs de 33 livres. Le fief de Saint-Marcouf valait un quart de fief de haubert.
En 1597, Martin Hally est taxé pour le fief noble de Saint-Marcouf de 4 écus soleils lors de l'aide pour le siège d'Amiens.
La paroisse de Saint-Marcouf, avec celles de Fontenay-sur-Mer, Émondeville et Azeville, composaient le marquisat de Fontenay.

### Époque contemporaine

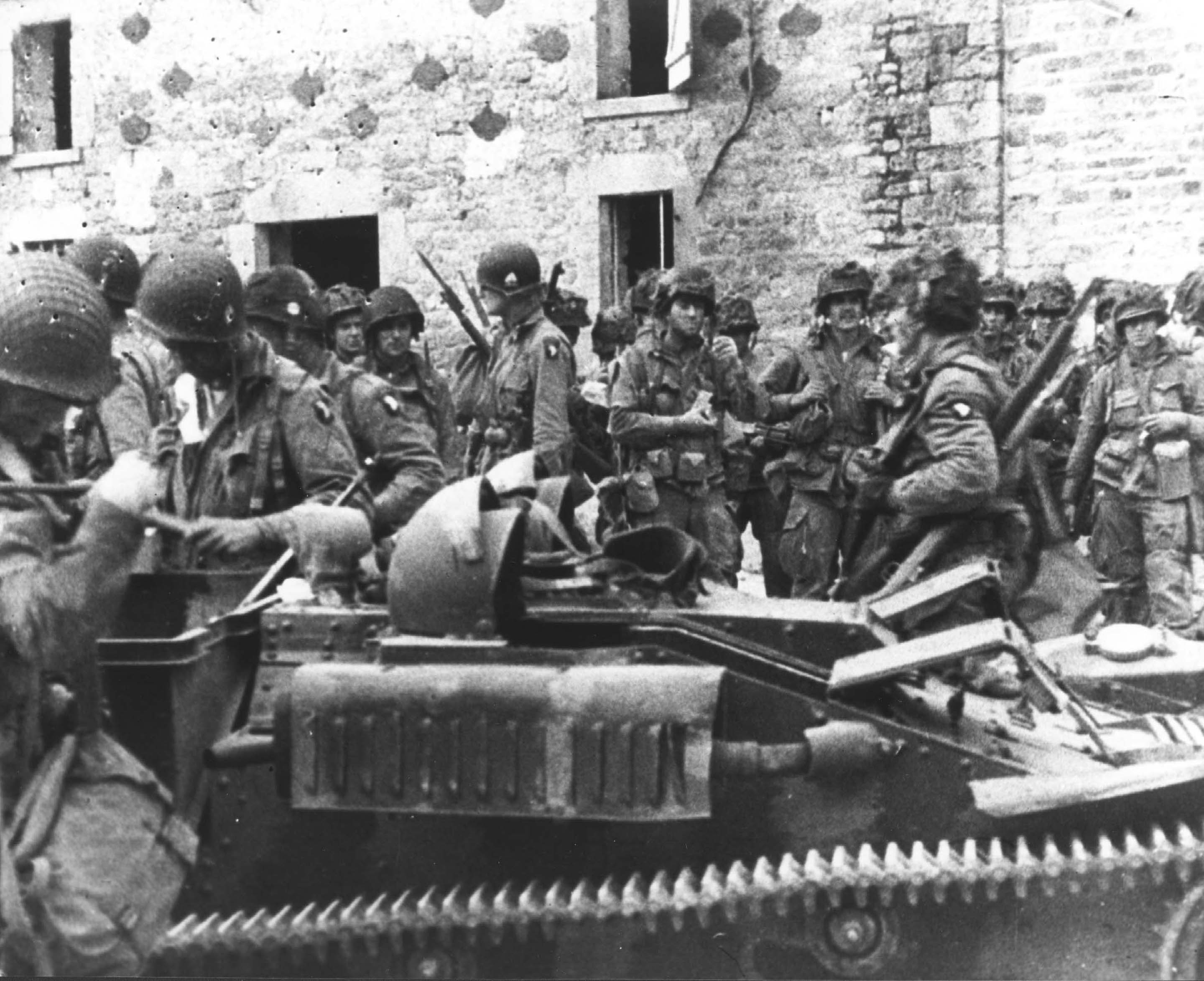
Libération de Saint-Marcouf, le 8 juin 1944.

Lors de la Seconde Guerre mondiale, sur le territoire de la commune se trouvait la batterie allemande de Crisbecq (aussi appelée batterie de Marcouf) au-dessus du hameau homonyme et une des principales batteries côtières allemandes du mur de l'Atlantique en Normandie. Elle subit plusieurs bombardements aériens alliés à partir d'avril 1944 dont un très important la veille du débarquement, dans la nuit du 5 au 6 juin. Néanmoins, la batterie restera opérationnelle et ouvrira le feu dès le 6 juin au matin sur le secteur d'Utah Beach tout proche, coulant l'USS Corry un destroyer de l'US Navy et touchant d'autres navires. Elle ne sera réduite au silence que le 8 juin après un feu naval de trois cuirassés américains. Elle résistera aux attaques terrestres plusieurs jours et ne sera investie qu'au 12 juin au matin, sans combats, par l'infanterie américaine, le reste encore valide de sa garnison s'étant replié plus au nord la nuit précédente.

## Politique et administration
| Période                                  | Période   | Identité                       | Étiquette | Qualité                                                |
| ---------------------------------------- | --------- | ------------------------------ | --------- | ------------------------------------------------------ |
| 1849                                     | 1892      | César de Moré de Pontgibaud    |           | Châtelain conseiller général de Montebourg (1852-1892) |
| 1892                                     | 1893      | Gonzague de Moré de Pontgibaud |           |                                                        |
| 1989                                     | mars 2001 | Paulette Philippe              |           |                                                        |
| mars 2001                                | 2005      | Henri Sabourin                 |           |                                                        |
| 2005                                     | mars 2008 | Joseph Goubert                 |           |                                                        |
| mars 2008                                | mars 2014 | Brigitte Demange               | SE        | Infirmière                                             |
| mars 2014                                | En cours  | Jean-Claude Legoupil           | SE        | Inséminateur                                           |
| Les données manquantes sont à compléter. |           |                                |           |                                                        |

Le conseil municipal est composé de onze membres dont le maire et deux adjoints.

## Démographie
L'évolution du nombre d'habitants est connue à travers les recensements de la population effectués dans la commune depuis 1793. Pour les communes de moins de 10 000 habitants, une enquête de recensement portant sur toute la population est réalisée tous les cinq ans, les populations de référence des années intermédiaires étant quant à elles estimées par interpolation ou extrapolation. Pour la commune, le premier recensement exhaustif entrant dans le cadre du nouveau dispositif a été réalisé en 2005.
En 2022, la commune comptait 353 habitants, en évolution de +3,22 % par rapport à 2016 (Manche : −0,31 %, France hors Mayotte : +2,11 %).
| 1793 | 1800 | 1806 | 1821 | 1831 | 1836 | 1841 | 1846 | 1851 |
| ---- | ---- | ---- | ---- | ---- | ---- | ---- | ---- | ---- |
| 646  | 549  | 692  | 844  | 752  | 801  | 811  | 749  | 739  |

| 1856 | 1861 | 1866 | 1872 | 1876 | 1881 | 1886 | 1891 | 1896 |
| ---- | ---- | ---- | ---- | ---- | ---- | ---- | ---- | ---- |
| 701  | 700  | 701  | 676  | 678  | 647  | 628  | 640  | 644  |

| 1901 | 1906 | 1911 | 1921 | 1926 | 1931 | 1936 | 1946 | 1954 |
| ---- | ---- | ---- | ---- | ---- | ---- | ---- | ---- | ---- |
| 684  | 675  | 632  | 562  | 535  | 503  | 545  | 438  | 483  |

| 1962 | 1968 | 1975 | 1982 | 1990 | 1999 | 2005 | 2006 | 2010 |
| ---- | ---- | ---- | ---- | ---- | ---- | ---- | ---- | ---- |
| 492  | 506  | 390  | 371  | 332  | 376  | 334  | 330  | 331  |

| 2015 | 2020 | 2022 | - | - | - | - | - | - |
| ---- | ---- | ---- | - | - | - | - | - | - |
| 342  | 345  | 353  | - | - | - | - | - | - |

## Économie
La commune se situe dans la zone géographique des appellations d'origine protégée (AOP) Beurre d'Isigny et Crème d'Isigny.
Une partie de l'électricité produite par les futurs parcs éoliens Centre Manche 1 & 2 transitera par le poste de Menuel, l'atterrage se faisant à Saint-Marcouf.

## Culture locale et patrimoine

### Lieux et monuments

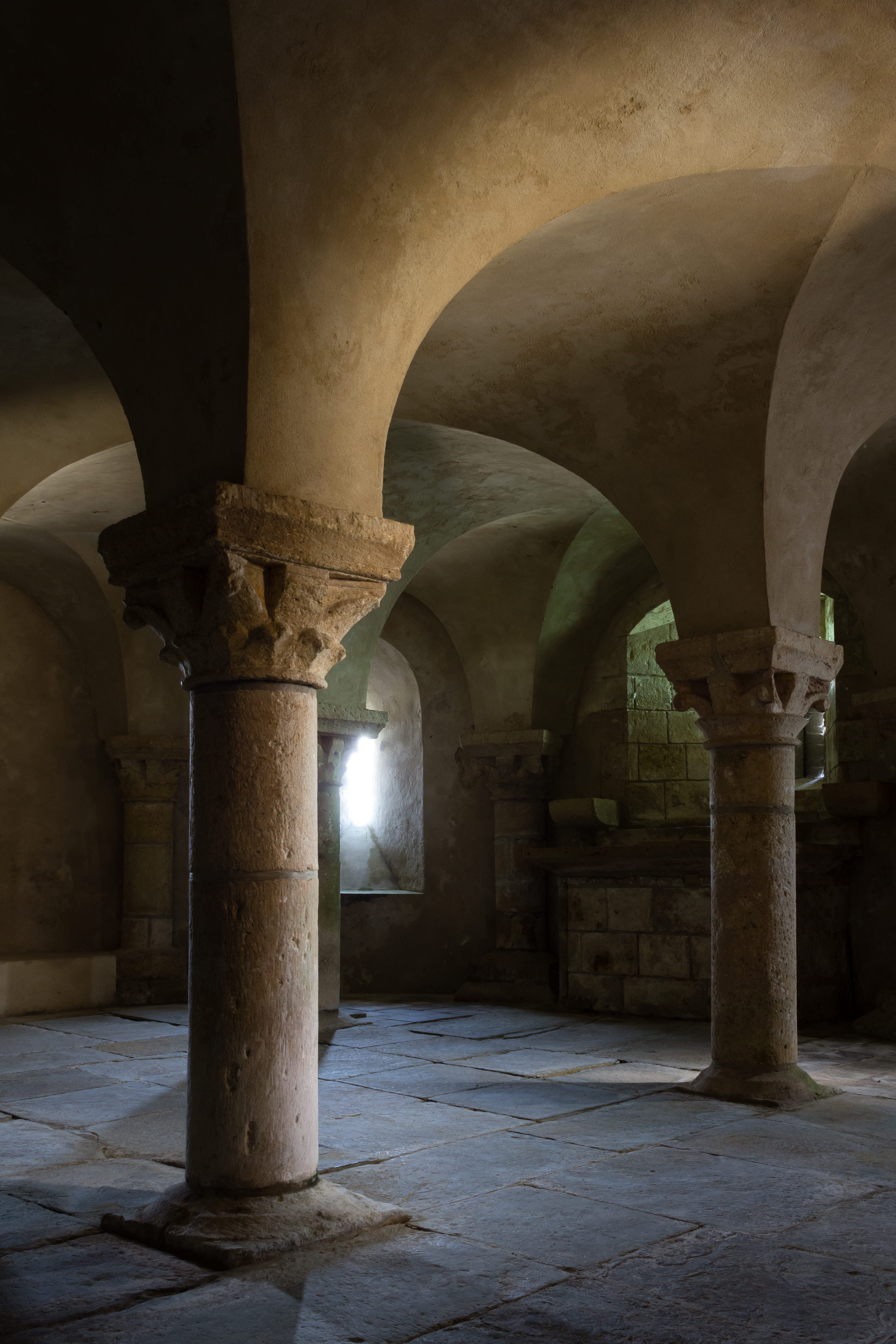
La crypte romane de l'église Saint-Marcouf.

- Église Saint-Marcouf des XIe, XIIIe – XVe siècles, inscrite au titre des monuments historiques en totalité par arrêté du 22 novembre 2007 et crypte classée par arrêté du 21 mai 1906[54]. Son extérieure rénovée a conservé l'architecture du XIIIe siècle et à l'intérieur de la nef l'appareillage des pierres en épi, indique le XIIe siècle. À noter, dans les arcatures de la tour la présence de statues sculptée[20].

L'édifice abrite un tableau sainte Dorothée couronnée par l'Enfant Jésus du XVIIe siècle classé au titre objet.
- Chapelle Notre-Dame-de-Bonsecours aux Gougins du XIXe siècle, avec une verrière du XXe. Elle fut bâti par Elie Leroy (1811-1911) qui a sa statue dans l'église ; Gougins devint paroisse en 1851[56].
- Château des Biards des XVIIe – XXe siècles.
- Vestiges du château de Fontenay du XVIIIe siècle détruit en 1944 et dont il reste un parc entretenu, dessiné par Le Nôtre[57].
- Ferme-manoir d'Ingreville du XVIe siècle.
- Ferme-manoir de Gourmont des XVIe – XVIIIe siècles.
- Ferme-manoir de Dodainville des XVIe – XVIIIe siècles.
- Ferme-manoir de Pierreville et son colombier du XVIe siècle.
- Ferme d'Avourie du château de Fontenay.
- Fontaine Saint-Marcouf du XIIIe siècle près du cimetière ayant l'aspect d'une maison en pierre. Saint Marcouf est invoqué pour la guérison des furoncles et des écrouelles[58].
- Batterie de Crisbecq, vestige du mur de l'Atlantique, construite à partir de 1941. Elle couvrait la côte de Saint-Vaast-la-Hougue à la pointe du Hoc et sera prise par les Gi's US que le 12 juin 1944[56]. Le site classé, a été aménagé et transformé en musée.

### Patrimoine culturel
La série Les Six Compagnons de Paul-Jacques Bonzon compte un tome Les Six Compagnons et la Bouteille à la mer qui a pour cadre Saint-Vaast-la-Hougue et les îles Saint-Marcouf.

### Héraldique
| Blason de Saint-Marcouf (Manche) | Blason  | D'azur à deux ancres passées en sautoir celle en barre brochante, les gumènes entrelacées le tout d'argent, au chef bastillé de cinq pièces aussi d'argent chargé d'un sabre d'abordage de gueules en fasce la pointe à dextre. |
| Blason de Saint-Marcouf (Manche) | Détails | Armes dues à Denis Joulain, officielles depuis le 8 octobre 2009. |